# 皮夫內瓦霍拉
50°16′22″N 26°35′10″E / 50.27278°N 26.58611°E
皮夫內瓦霍拉（羅馬化：Pivneva Hora）是烏克蘭西部赫梅利尼茨基州舍佩蒂夫卡區伊賈斯拉夫市鎮的村莊。該村始建於1603年，面積0.14平方公里，海拔高度209米，2001年人口7，人口密度每平方公里49人。